# Joost Berk
Joost Berk (Zoeterwoude, 5 september 1981) is een Nederlands diskjockey.

## Biografie
Berk heeft een lange tijd bij Radio 538 gewerkt, waar hij een aantal uren van Dennis Verheugd overnam na diens vertrek in maart 2007 naar Radio 10 Gold. Daarvoor draaide hij iedere maandag- dinsdag- en woensdagnacht. Verder verzorgde Berk de techniek tijdens Gordon on air!. Hiervoor draaide hij de Nonstop 40 aan elkaar. Berk werd vaak ingezet als vervanger, onder andere als vervanger van DJ Devious in de Powermix.
Berk deed zijn eerste ervaring met radio op tijdens een project van de basisschool en de lokale omroep. Hij was meteen enthousiast. In 1995 kocht hij zijn eerste mengpaneel en een jaar later maakte hij al programma's voor  Sweetwood Radio, een piratenzender in zijn omgeving. Vervolgens werd Berk stagiair bij de omroep Holland Centraal waar hij af en toe de dj verving. Hij volgde de opleiding mediatechniek in Hilversum en kwam via een stage terecht bij Radio 538, op de technische dienst. Tot eind 2006 werkte Berk op deze afdeling en reisde hij de wereld rond, om radioprogramma's zoals Evers Staat Op technisch te ondersteunen. Naast zijn baan bij Radio 538 maakte hij ook programma's voor de regionale commerciële dancezender Fresh FM. In 2005 werd Berk ontdekt door radiomakers Rick Romijn en Niels van Baarlen, die hem adviseerden de dj-opleiding te volgen. Een jaar later was de technicus volleerd diskjockey. Daarnaast was hij een lange tijd producer van het programma Stappen met Flappen.
Vanaf 1 september 2008 werkte Berk maandagnacht van 3.00 uur tot 6.00 uur. Ook vrijdag- en zaterdagnacht van 4.00 uur tot 8.00 uur was hij te beluisteren. Op 29 augustus 2009 had Berk zijn laatste uitzending bij Radio 538, omdat hij zich volledig op zijn televisie-productiebedrijf J2TV wil richten. 
Sinds 1 oktober 2009 presenteerde Joost een radioprogramma bij het regionale radiostation Radio Decibel, waar hij iedere dag tussen 13:00 en 16:00 uur te horen was met het programma 'Met Berk aan het Werk'. In 2013 is Berk met het programma gestopt omdat het niet meer te combineren was met zijn televisie-productiebedrijf. Wel mixt en presenteert hij eenmaal per week de weekendmix op Radio Decibel.